# 第十二個天使
《第十二個天使》（英語：The Twelfth Angel），是奧格·曼迪諾（英語：Og Mandino）的一部小說。

## 概述
該書敘述一個原本擁有美好的事業與家庭生活的男人約翰·哈定，在一夕之間失去了妻兒，他自認也失去了生存的意義，就在決定要扣下扳機時，他的兒時好友突然出現，希望他擔任一個社區少年棒球隊的教練，因此開啟他與小提摩西的際遇。《第十二個天使》的意思是指棒球隊有12個人，而瘦弱無力又打不到球的小提摩西是最後一個進入球隊裡的孩子；但約翰沒有放棄他，小提摩西也相信每一天都比昨天更好，約翰無意中受到他的影響，也打算開始嶄新的生活。

## 相关
- 曾為雙日讀書俱樂部(Doubleday Book Club)選書。
- 繁體中文版已經在2008年12月24日高寶書版發行。